# Batalla de Xingyang
La batalla de Xingyang va ser una batalla lluitada en el 190 EC durant el període tardà de la Dinastia Han Oriental de la història xinesa. La batalla, la qual va ser part de la campanya contra Dong Zhuo, va tenir lloc quan les forces en retirada de Dong Zhuo, dirigides per Xu Rong, es van enfrontar a l'exèrcit perseguidor de Cao Cao a Xingyang.

## Rerefons
En el 190, oficials dissidents formaren una coalició en contra del Canceller Dong Zhuo, que controlava al molt jove emperador Liu Xie. Dong Zhuo estava preocupat perquè la capital Luoyang no era tan fàcil de defensar com Chang'an (a l'oest) i, per tant, va traslladar a tots els civils i funcionaris de la cort, incloent a l'emperador, a Chang'an mentre els militars sota les ordres de Dong Zhuo restaven on eren per defensar Luoyang. Durant el trasllat massiu del 9 d'abril, Dong Zhuo va ordenar als seus soldats d'arrasar Luoyang, confiscant als rics, i saquejant les tombes dels emperadors Han. D'acord amb els Registres dels Tres Regnes, les persones que van transir durant el trasllat van ser d'un nombre "sense mesura".
Cao Cao, estacionà a Suanzao (酸棗, a prop de l'actual Yanjin, Henan), va veure açò com una oportunitat per atacar Dong Zhuo i va anunciar-s'ho a la inactiva aliança:
Hem reunit tropes de rectitud per destruir l'opressió i el desordre, ara que estem units, per què dubteu? Al començament, si Dong Zhuo hagués sentit que els exèrcits s'havien aixecat (contra ell) a Shandong, ell podria haver confiat en la casa imperial, ocupat l'antiga capital [Luoyang], i haver anat a l'est per atacar a la resta de l'imperi; llavors, tot i haver-se comportat immoralment, encara hauria estat una amenaça. Ara està cremant el palau, mantenint com a rehena al Fill del Cel i desplaçant-lo del poder. L'imperi està en desordre i ningú no sap on anar. Aquest és el moment en el qual ell és condemnat pel Cel. Una batalla i l'imperi s'estabilitzarà. No hem de perdre aquesta oportunitat.
Aparentment, Cao Cao no va aconseguir reunir a ningú més en l'aliança amb excepció del seu amic personal Wei Zi (衛茲), que estava sota les ordres del senyor de la guerra Zhang Miao. Això no obstant, el destacament va marxar cap a l'oest des de Suanzao amb la intenció d'ocupar-hi Chenggao.

## Batalla
Els exèrcits de Cao Cao i Wei Zi van avançar cap al riu Bian a Xingyang, una etapa important en el camí a Luoyang, i allí es van topar amb l'exèrcit enemic dirigit per Xu Rong. En un dia d'intensos combats, la força de la coalició va ser greument derrotada i Wei Zi va ser mort. A més a més, Cao Cao va ser impactat per una fletxa perduda i el seu cavall fou ferit. El seu cosí més jove, Cao Hong, li va oferir el seu cavall, però Cao Cao no ho acceptaria en un principi. Cao Hong llavors va dir "L'imperi pot fer-s'ho sense mi, però no sense tu." Cao Hong a continuació va seguir a peu a Cao Cao i es van retirar de tornada cap a Suanzao de nit.
Xu Rong considerà un atac sobre Suanzao, però va observar que tot i que els homes de Cao Cao eren pocs en nombre ells havien lluitat ferotgement durant tot el dia, per la qual cosa suposà que un atac sobre Suanzao contra aquest tipus d'homes seria difícil. Ell, també, es va retirar.

## Seqüeles
Cao Cao va tornar a Suanzao per veure als senyors de la guerra festivant cada dia, sense cap intenció d'atacar a Dong Zhuo, i ell se'ls va retreure. Aprenent de la seva derrota a Xingyang on van intentar atacar Chenggao de front, a Cao se li va ocórrer una estratègia alternativa; presentant-se-la a la coalició:
En lloc d'intentar un altre atac directe des de Suanzao, el pla consistia a prendre punts estratègics per bloquejar Luoyang i Chenggao. Llavors Yuan Shu, el general de la coalició al sud podria, en compte d'atacar Luoyang, amenaçar-hi la nova capital de Dong Zhuo a Chang'an. La coalició podria posicionar-se darrere de les fortificacions i evitar el combat real. Aquest pla, exposà Cao Cao, podria mostrar al món que la coalició hi era en moviment mentre alhora s'aplicava pressió sobre la cort de Dong Zhuo. En açò, Cao Cao tenia l'esperança que el govern de Dong Zhuo pogués finalment tensar-se, perdre crèdit i col·lapsar-se. Cao Cao va concloure el seu pla amb les paraules: "Ara que els nostres homes estan lluitant per una causa justa, si dubtem i ens demorem, decebrem a tothom en l'imperi, i jo estaré avergonyit de vosaltres."
Amb tot, els generals a Suanzao no estarien d'acord amb el seu pla. Cao Cao, per tant, va abandonar els generals a Suanzao per reunir tropes a la Província de Yang (揚州) juntament amb Xiahou Dun, posteriorment ells anaren a acampar amb el Comandant en Cap de la coalició, Yuan Shao, a Henei (河內). Poc després de la partida de Cao Cao, als generals establerts a Suanzao se'ls va acabar el menjar i es dispersaren, alguns fins i tot van acabar lluitant entre si. El campament de la coalició a Suanzao es va ensorrar sobre si mateix.

## En la ficció
En la novel·la històrica del Romanç dels Tres Regnes de Luo Guanzhong, la coalició estava sent successivament victoriosa i pressionava sobre Luoyang. Així és que Dong Zhuo va demanar-hi consell al seu ajudant Li Ru, i Li respongué que ell havia de traslladar la capital a Chang'an. Dong Zhuo ho va fer i va cremar completament Luoyang per forçar la marxa d'allí de tothom. Els generals de la coalició van veure el fum procedent de Luoyang i avançaren, només per trobar les restes carbonitzades d'una Luoyang enrunada.
Cao Cao va anar a Yuan Shao per a dir-li que la coalició hauria de perseguir a Dong Zhuo, però Yuan va respondre que tothom estava esgotat i no hi hauria res a guanyar perseguint l'enemic, i tots els senyors van estar d'acord sobre que no s'havia de fer res. Després d'açò Cao Cao va exclamar, "Els teus bufons infantils no estan qualificats per participar de la planificació estratègica!"